# Lin Shih-Chia
Lin Shih-Chia (20 de mayo de 1993) es una deportista taiwanesa que compitió en tiro con arco, en la modalidad de arco recurvo.
Participó en los Juegos Olímpicos de Río de Janeiro 2016, obteniendo una medalla de bronce en la prueba por equipo. Ganó tres medallas en el Campeonato Mundial de Tiro con Arco al Aire Libre, en los años 2015 y 2017.

## Palmarés internacional
| Juegos Olímpicos                 | Juegos Olímpicos          | Juegos Olímpicos  | Juegos Olímpicos |
| Año                              | Lugar                     | Medalla           | Prueba           |
| -------------------------------- | ------------------------- | ----------------- | ---------------- |
| 2016                             | Río de Janeiro (Brasil)   | Medalla de bronce | Equipo           |
| Campeonato Mundial al Aire Libre |                           |                   |                  |
| Año                              | Lugar                     | Medalla           | Prueba           |
| 2015                             | Copenhague (Dinamarca)    | Medalla de plata  | Individual       |
| 2015                             | Copenhague (Dinamarca)    | Medalla de plata  | Equipo mixto     |
| 2017                             | Ciudad de México (México) | Medalla de bronce | Equipo           |